# Alfred Xuma
 (décembre 2013).
Si vous disposez d'ouvrages ou d'articles de référence ou si vous connaissez des sites web de qualité traitant du thème abordé ici, merci de compléter l'article en donnant les références utiles à sa vérifiabilité et en les liant à la section « Notes et références ».
Alfred Bitini Xuma (1893-1962) était un chirurgien et un homme politique sud-africain, président du Congrès national africain (ANC) de 1940 à 1949.

## Biographie
Né en 1893 à Manzana au Transkei en Afrique du Sud dans une famille aristocratique Xhosa, Alfred Xuma était le septième enfant d'un prédicateur laïc méthodiste et d'une praticienne de médecine traditionnelle. Il fit ses études au niveau local et fut successivement gardien de troupeau, serveur, entraîneur de chevaux, enseignant, vendeur et garçon du train.
Sa scolarité à l'école de la mission Wesleyan lui permet d'avoir un bon niveau scolaire lui offrant la possibilité de se former au métier d'enseignant.
En 1913, une bourse de la mission lui permet de poursuivre des études aux États-Unis, à l'Institut Tuskegee, en Alabama. Travaillant le jour à Birmingham pour payer ses frais de scolarité et son logement, il fréquente les cours du soir.
Diplômé en sciences en 1920, Alfred Xuma entre à l'école de médecine de l'université Marquette de Milwaukee, au Wisconsin. Après deux ans, il est transféré à l'université Northwestern de Chicago où, en 1926, il obtient un doctorat en médecine.
Il pratique à la Mayo Clinic avant de partir en Europe et de s'installer à Budapest, en Hongrie, où il pratique la chirurgie générale à l'hôpital pour femme de l'université Pecs, et étudie la chirurgie complexe.
En 1927, Alfred Xuma passe en Écosse l'examen de qualification pour la pratique de la médecine dans l'Empire britannique avec pour spécialité la gynécologie, l'obstétrique et la chirurgie. Il devient le premier noir à obtenir un doctorat de l'École de médecine tropicale de Londres.
À son retour en Afrique du Sud, le docteur Xuma s'établit à Sophiatown dans la banlieue de Johannesburg au Transvaal où il exerce son métier de chirurgien.
En 1931, il épouse Priscilla Mason, originaire du Libéria, Afrique de l'Ouest. Elle meurt trois ans plus tard en donnant naissance à leur deuxième enfant. En 1940, il épouse Madie Beatrice Hall au Cap.
Brillant intellectuel, Alfred Xuma s'engage dans la vie politique d'Afrique du Sud. Les noirs ne bénéficient pas alors de l'égalité des droits politiques, civils et civiques avec les blancs. Xuma adhère au congrès national africain, le principal parti bantou à l'échelle national, dont il devient le président en 1940. Il s'assigne la tâche de reconstruire le mouvement qui peine à s'imposer dans la société civile noire sud-africaine. Il parvient à conclure un pacte d'alliance avec le congrès indien du docteur Yusuf Dadoo afin de présenter un front uni dépassant les clivages raciaux face à la classe politique blanche. Mais l'alliance est mal perçue par les membres conservateurs de l'ANC, méfiant envers les Indiens qu'ils accusent de vouloir s'emparer du parti. Néanmoins, Xuma impose son programme et entreprend de transformer l'organisation, alors un mouvement intellectuel, en un véritable parti de masse. Il introduit une nouvelle charte constitutionnelle du mouvement en 1943, ouvrant l'adhésion à l'ANC aux gens de toute race, éliminant la Chambre des chefs et accordant aux femmes des droits égaux aux hommes dans l'organisation. Il agit comme délégué officieux du peuple africain à l'Organisation des Nations unies en 1946.
Après avoir facilité la création de la ligue des jeunes de l'ANC et le recrutement de ses militants, ce sont ces derniers, Nelson Mandela, Walter Sisulu et Oliver Tambo qui entreprennent de l'évincer de la direction du parti en 1949, estimant qu’il n'était pas assez radical, et de le remplacer par James Moroka.
Alfred Xuma se retire alors de l'action politique et meurt à l’hôpital Baragwanath de Johannesburg en 1962.
Le domicile d'Alfred Bitini Xuma à Sophiatown a été déclaré Monument National et classé au titre des sites historiques d'Afrique du Sud.

## Source
- (en) Biographie
- Notices d'autorité :   - VIAF
  - ISNI
  - IdRef
  - LCCN
  - GND
  - Pays-Bas
  - Israël
  - WorldCat